# Verband der Landes-Beamten, -Angestellten und -Arbeiter Nordrhein-Westfalen
Der Verband der Landes-Beamten, -Angestellten und -Arbeiter Nordrhein-Westfalen (VdLA) ist eine Fachgewerkschaft der Landesbeschäftigten in Nordrhein-Westfalen. Die VdLA mit Sitz in Düsseldorf ist im dbb beamtenbund und tarifunion. Nach eigenen Angaben organisiert sie etwa 8.000 Beschäftigte in Behörden, Einrichtungen und Landesbetrieben der NRW-Landesverwaltung.

## Gründung und Historie

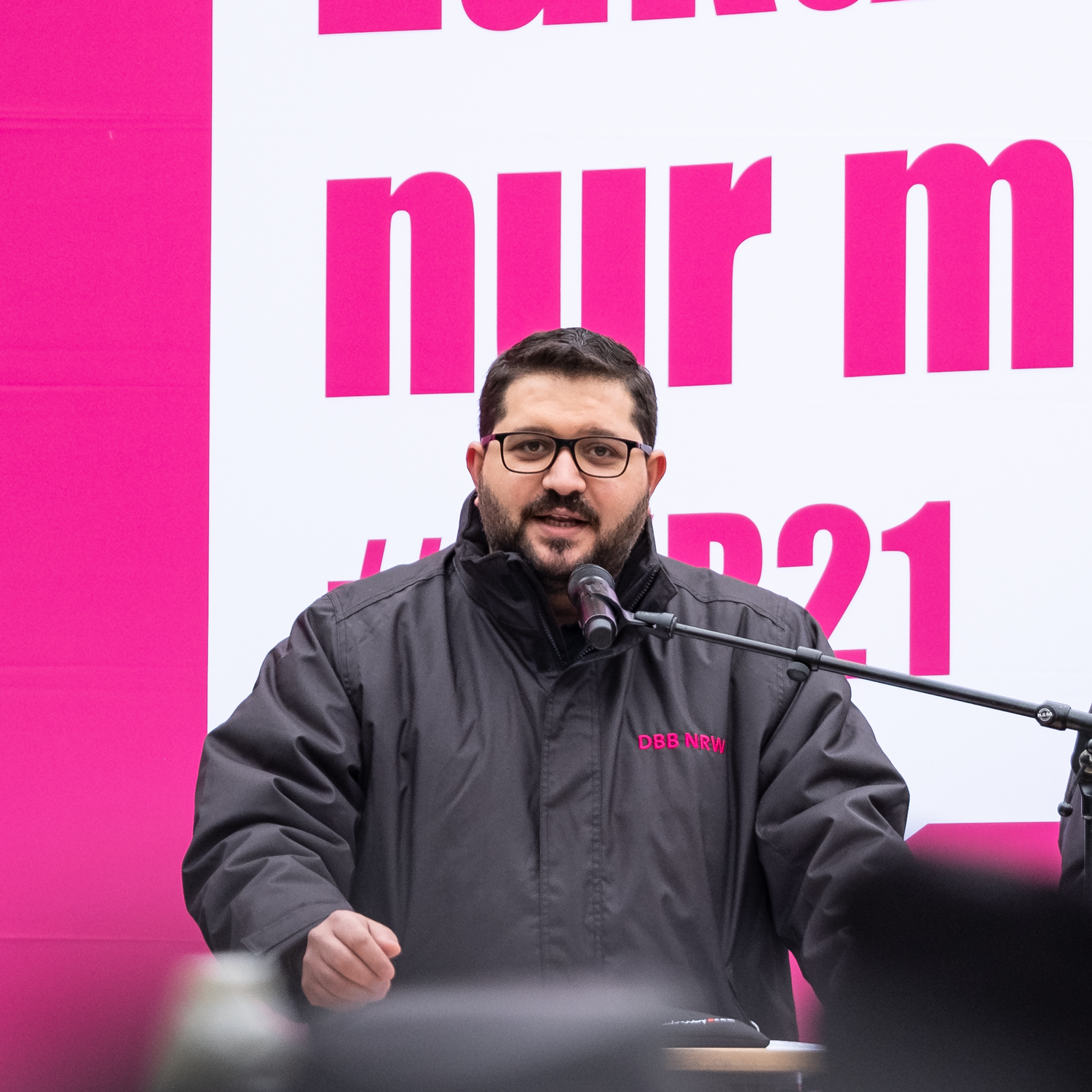
Vorsitzender des VdLA, Himmet Ertürk (2021)

Gegründet wurde der VdLA im Jahr 1949, damals als reine Interessenvertretung des Berufsbeamtentums des Landes Nordrhein-Westfalen. Die Öffnung für Tarifbeschäftigte erfolgte im Jahr 1974, für (die damalig bestehende Unterscheidung) Arbeiter im Jahr 1980.

## Organisation und Struktur
Gemäß der Satzung, steht an oberster Stelle der Gewerkschaftstag (dieser findet alle 2,5 Jahre statt). Hierzu werden Delegierte aus allen Fachgruppen entsandt, welche, neben den dort behandelten Beschlüssen, den Landesvorstand (und somit auch den Vorsitz) für die Dauer von 5 Jahren wählen. Der Landesvorstand gliedert sich wie folgt: Eine vorsitzende Person, drei stellvertretende Vorsitzende, einem Schatzmeister sowie vier weitere Mitglieder. Hierbei gelten die vorsitzende Person der Tarifkommission, wie auch der Landesjugendvorsitz, als geborene Vorstandsmitglieder.
Die Gewerkschaft gliedert sich organisatorisch in Fachgruppen, darunter jeweils in den fünf Bezirksregierungen, den Landesministerien in Düsseldorf, dem Landesrechnungshof, in den Universitätskliniken, der Ruhr-Universität Bochum und der RWTH Aachen. Die Betreuung der Mitglieder erfolgt bewusst dezentral und unmittelbar vor Ort, durch die jeweiligen Fachgruppen, welche von ehrenamtlich tätigen Mitgliedern verwaltet werden.

## Ziele und Inhalte
Neben der aktiven Bekämpfung aller Aktivitäten, welche die Rechte Einzelner sowie die freiheitlich demokratische Grundordnung des Staates antasten, versteht sich der VdLA auch als Interessenvertretung der in ihm organisierten Beamten und Tarifbeschäftigten des Landes NRW. So steht die Stärkung und der Erhalt des gesamten öffentlichen Dienstes im Vordergrund.

## Vorsitzende
Die Gewerkschaft wird vom Vorsitzenden Himmet Ertürk sowie den stellv. Vorsitzenden Ingrid Straub, Roland Ferres und Dirk Wildschuetz geleitet.